# ﮒ
La gāf (en persa گَف) es una letra del alfabeto persa, no utilizada en el alfabeto árabe. Representa la oclusiva velar sonora /g/, que no existe en el árabe estándar. Además del persa, se usa en urdu, kurdo y otros lenguas indoeuropeas, y se usó en el turco otomano o el Marroquí. Por ejemplo en la ciudad de Agadir en (Marroquí  أگَادير‎).